# José Manuel Colmenero
José Manuel Colmenero Crespo (Gijón, 29 novembre 1973) è un ex calciatore spagnolo, di ruolo centrocampista.